# Преходът през Рейн
„Преходът през Рейн“ (на френски: Le Passage du Rhin) е военна драма от 1960 година с участието на Шарл Азнавур, копродукция на Франция, Италия и Западна Германия.

## Сюжет
Скоро след германската инвазия във Франция по време на Втората световна война, двама френски воиници са пленени и изпратени на принудителен труд в една германска ферма. С течение на времето техният живот се слива с този на похитителите им.

## В ролите
- Шарл Азнавур като Роже Перен
- Никол Курсел като Флоранс
- Жорж Ривиер като Жан Дурио
- Кордула Трантов като Хелга
- Жорж Шамарат като хлебаря
- Жан Маршат като Мишел Далмас
- Албер Динан като милиционера Кадиз
- Мишел Ечевери като Людовик
- Рут Хаусмайстер като госпожа Кеслер
- Бено Хофман като Ото
- Анри Ламбер като Луи
- Лоте Ледл като Лоте
- Бернар Мусон като освободения затворник
- Алфред Шиеске като Фриц Кеслер
- Бети Шнайдер като Алис[1]

## Награди
- Награда Златен лъв за най-добър филм от Международния кинофестивал във Венеция, Италия през 1960 година.